# ステッソン大学
ステッソン大学（英: Stetson University）は、アメリカ合衆国フロリダ州にある私立大学。1883年に創立された。同州中部を東西に貫く州間高速道路4号線沿いに4つのカレッジを持つ。主だったキャンパスは東部のデランドにある。2010年にUSニューズ&ワールド・レポートが発表した「アメリカで最も素晴らしい大学」では南部の博士部門で3位にランクインした。

## 著名な出身者
- ジュリア・ネシェワット - アメリカ合衆国大統領補佐官
- ジェイコブ・デグロム - プロ野球選手
- コーリー・クルーバー - プロ野球選手
- クリス・ジョンソン - プロ野球選手
- ローガン・ギルバート - プロ野球選手